# Judo en los Juegos Panafricanos de 2015
El torneo de judo en los Juegos Panafricanos de 2015 se realizó en Brazzaville (República del Congo), entre el 13 y el 15 de septiembre. En total se disputaron en este deporte catorce pruebas diferentes, siete masculinas y siete femeninas.

## Resultados

### Masculino
| Evento  | Oro                         | Plata                   | Bronce                                                          |
| ------- | --------------------------- | ----------------------- | --------------------------------------------------------------- |
| –60 kg  | Ahmed Abdulrahman · Egipto  | Kamel Harun Argelia     | Nayr Garcia Pedro Angola Fraj Dhuibi Túnez                      |
| –66 kg  | Hud Zurdani Argelia         | Ali Abdelmuati · Egipto | Mohamed Abdelmawgud · Egipto · Harnold Koussou Ouvelou · Gabón  |
| –73 kg  | Mohamed Mohyeldin · Egipto  | Faye Njie Gambia        | Edson Madeira Mozambique Emmanuel Nartey Ghana                  |
| –81 kg  | Mohamed Abdelaal · Egipto   | Paul Kibikai Gabón      | Ali Hazem · Egipto · Abdelaziz Ben Amar · Túnez                 |
| –90 kg  | Abderahman Benamadi Argelia | Osama Snusi Túnez       | Zack Piontek Sudáfrica Dieudonne Dolassem Camerún               |
| –100 kg | Lyes Buyacub Argelia        | Anis Ben Jaled Túnez    | Seidou Nji Mouluh Camerún Baboukar Mane Senegal                 |
| +100 kg | Faisal Yabalá Túnez         | Bilal Zuani Argelia     | Jaled Selim · Egipto · Deo Gracia Ngokaba · República del Congo |

### Femenino
| Evento | Oro                         | Plata                                    | Bronce                                              |
| ------ | --------------------------- | ---------------------------------------- | --------------------------------------------------- |
| –48 kg | Sabrina Saidi Argelia       | Olfa Saudi Túnez                         | Fatima Bashir Nigeria Taciana Lima Guinea-Bisáu     |
| –52 kg | Dyazia Hadad Argelia        | Hela Ayari Túnez                         | Salimata Fofana Costa de Marfil Franca Audu Nigeria |
| –57 kg | Ratiba Tariket Argelia      | Zouleiha Abzetta Dabonne Costa de Marfil | Hortence Diédhiou Senegal Léa Buet Senegal          |
| –63 kg | Hélène Wezeu Dombeu Camerún | Suad Belakehal Argelia                   | Meriem Byaui Túnez Szandra Szögedi Ghana            |
| –70 kg | Antónia Moreira Angola      | Huda Miled Túnez                         | Aicha Ben Abderahman Argelia Nihel Buchucha Túnez   |
| –78 kg | Kauzar Ualal Argelia        | Sara Mzugui Túnez                        | Hortence Atangana Camerún Rita Ebere Nigeria        |
| +78 kg | Nihel Sheij Ruhu Túnez      | Sonia Aselah Argelia                     | Nadine Wetie Diodjo Camerún Sahar Trabelsi Túnez    |

## Medallero
| Núm. | País                | Oro | Plata | Bronce | Total |
| ---- | ------------------- | --- | ----- | ------ | ----- |
| 1    | Argelia             | 7   | 4     | 1      | 12    |
| 2    | Egipto              | 3   | 1     | 3      | 7     |
| 3    | Túnez               | 2   | 6     | 5      | 13    |
| 4    | Camerún             | 1   | 0     | 4      | 5     |
| 5    | Angola              | 1   | 0     | 1      | 2     |
| 6    | Gabón               | 0   | 1     | 1      | 2     |
| 6    | Costa de Marfil     | 0   | 1     | 1      | 2     |
| 8    | Gambia              | 0   | 1     | 0      | 1     |
| 9    | Nigeria             | 0   | 0     | 3      | 3     |
| 9    | Senegal             | 0   | 0     | 3      | 3     |
| 11   | Ghana               | 0   | 0     | 2      | 2     |
| 12   | Guinea-Bisáu        | 0   | 0     | 1      | 1     |
| 12   | Mozambique          | 0   | 0     | 1      | 1     |
| 12   | República del Congo | 0   | 0     | 1      | 1     |
| 12   | Sudáfrica           | 0   | 0     | 1      | 1     |
|      | TOTAL               | 14  | 14    | 28     | 56    |